# Ulica Władysława Orkana w Lublinie

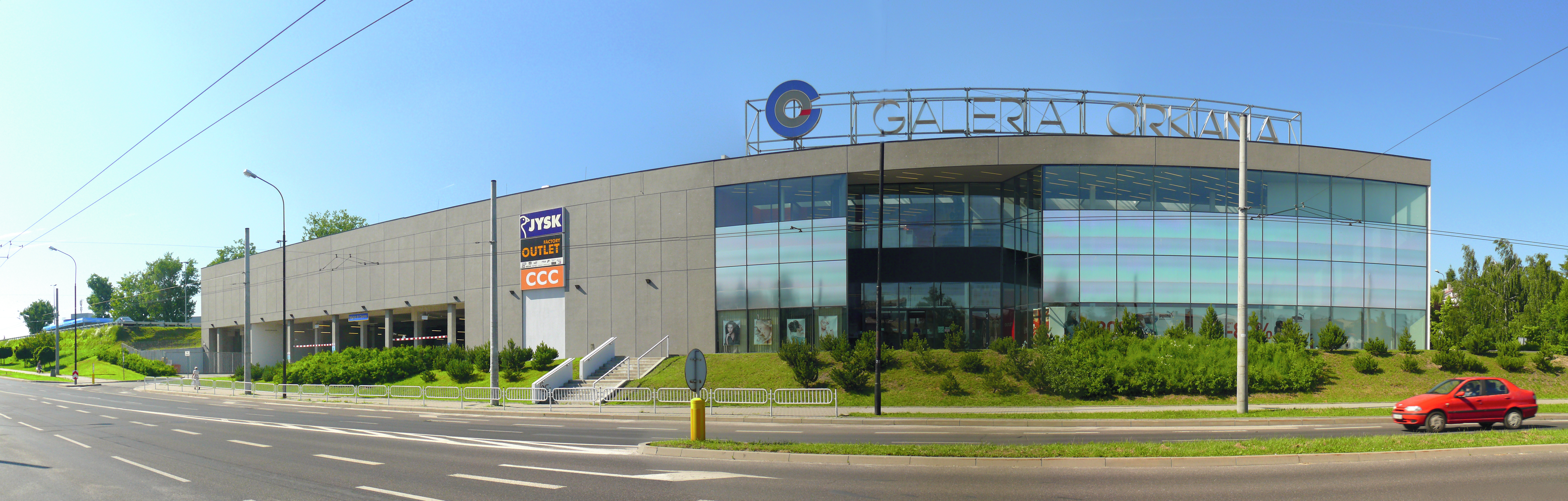
Galeria "Orkana"

Ulica Władysława Orkana w Lublinie – arteria komunikacyjna w południowo-zachodniej części Lublina. Rozpoczyna się skrzyżowaniem z ulicą Roztocze w pobliżu alei Kraśnickiej, a kończy – skrzyżowaniem z ul. Armii Krajowej. Ulica rozdziela dwa lubelskie osiedla – Łęgi i Błonie w dzielnicy Czuby Północne. Posiada po dwa pasy ruchu w każdym kierunku.
W okolicy ulicy Orkana powstało kilka dużych centrów handlowych. W latach 2006–2007 na całej długości ulicy została wybudowana trakcja trolejbusowa w ramach projektu dofinansowanego z funduszy Unii Europejskiej.